# Петропавловский район (Алтайский край)
Петропа́вловский райо́н — административно-территориальное образование (сельский район) и муниципальное образование (муниципальный район) в  Алтайском крае России.
Административный центр — село Петропавловское, расположенное в 144 км от Бийска.

## География
Район расположен на юго-востоке края. Рельеф — предгорная равнина.
Площадь — 1618 км².
Добываются гравий, песок, глина. Климат континентальный. Средняя температура января −18,2 °C, июля +18,9 °C. Годовые нормы атмосферных осадков 450 мм. По территории района протекают реки Обь, Ануй. Имеется 4 озера. Почвы чернозёмные. Растут сосна, берёза, тополь, осина, разнотравье. Обитают из зверей — лиса, заяц, лось, волк, косуля, сурок, барсук, норка, колонок, ондатра.

## История
Образован 15 января 1944 года из 9 сельсоветов Быстроистокского района. 1 февраля 1963 года район был упразднён, 30 декабря 1966 — восстановлен.

## Население
| 1959    | 1996    | 1997    | 1998    | 1999    | 2000    | 2001    |
| ------- | ------- | ------- | ------- | ------- | ------- | ------- |
| 21 123  | ↘14 600 | ↘14 400 | ↘14 300 | ↘14 200 | →14 200 | ↘14 100 |
| 2002    | 2003    | 2004    | 2005    | 2006    | 2007    | 2008    |
| →14 100 | ↘13 836 | ↘13 577 | ↘13 420 | ↘13 066 | ↗13 115 | ↘13 046 |
| 2009    | 2010    | 2011    | 2012    | 2013    | 2014    | 2015    |
| ↘13 036 | ↘12 450 | ↘12 415 | ↘12 231 | ↘12 097 | ↘11 910 | ↘11 841 |
| 2016    | 2017    | 2018    | 2019    | 2020    | 2021    |         |
| ↗11 843 | ↘11 799 | ↗11 808 | ↘11 631 | ↘11 430 | ↘10 571 |         |

### Национальный состав[18]
| национальность | мужчин | женщин | всего  | %    |
| -------------- | ------ | ------ | ------ | ---- |
| русские        | 6 257  | 7 000  | 13 257 | 95,3 |
| немцы          | 117    | 96     | 213    | 1,5  |
| казахи         | 85     | 86     | 171    | 1,23 |
| украинцы       | 38     | 49     | 87     | 0,62 |
| армяне         | 24     | 11     | 35     | 0,25 |
| белорусы       | 11     | 17     | 28     | 0,2  |
| татары         | 10     | 9      | 19     | 0,13 |
| таджики        | 7      | 10     | 17     | 0,12 |
| итого:         | 6 596  | 7 315  | 13 911 | 100  |

## Административно-муниципальное устройство
Петропавловский район с точки зрения административно-территориального устройства края включает 9 административно-территориальных образований — 9 сельсоветов.
Петропавловский муниципальный район в рамках муниципального устройства включает 9 муниципальных образований со статусом сельских поселений:
| № | Сельское поселение        | Административный центр | Количество населённых пунктов | Население (чел.) | Площадь (км²) |
| - | ------------------------- | ---------------------- | ----------------------------- | ---------------- | ------------- |
| 1 | Алексеевский сельсовет    | село Алексеевка        | 1                             | ↘1320            | 147,29        |
| 2 | Антоньевский сельсовет    | село Антоньевка        | 1                             | ↘1358            | 175,53        |
| 3 | Зеленодольский сельсовет  | село Зелёный Дол       | 3                             | ↘1522            | 202,55        |
| 4 | Камышенский сельсовет     | село Камышенка         | 1                             | ↘1365            | 265,67        |
| 5 | Николаевский сельсовет    | село Николаевка        | 2                             | ↘956             | 148,37        |
| 6 | Новообинский сельсовет    | село Новообинка        | 1                             | ↘760             | 226,90        |
| 7 | Паутовский сельсовет      | село Паутово           | 1                             | ↘918             | 132,35        |
| 8 | Петропавловский сельсовет | село Петропавловское   | 1                             | ↘2425            | 26,03         |
| 9 | Соловьихинский сельсовет  | село Соловьиха         | 1                             | ↘578             | 173,85        |

До октября 2010 года в состав района входил Солдатовский сельсовет, который по итогам референдума, прошедшего 10 октября 2010 года, включён в Акутихинский сельсовет Быстроистокского района.

### Населённые пункты
В Петропавловском районе 14 населённых пунктов.
В сносках к названию населённого пункта указана административно-территориальная принадлежность

| Петропавловское | ↘2425 |
| Антоньевка      | ↘1358 |
| Камышенка       | ↘1365 |
| Зелёный Дол     | ↘1391 |

| Алексеевка | ↘1320 |
| Паутово    | ↘918  |
| Новообинка | ↘760  |
| Николаевка | ↗803  |

| Соловьиха      | ↘578 |
| Имени Калинина | ↘224 |
| Красные Орлы   | ↗193 |
| Красный Восток | ↘20  |

В 2010 году упразднены посёлки Чесноково и Шелегино входившие в состав Новообинского сельсовета..

## Экономика
Основное направление экономики — сельское хозяйство. Развито производство зерна, животноводство. На территории района находятся хлебозаводы, маслосыродельный, дорожно-строительные, ремонтные предприятия.

## Известные люди
В селе Николаевка родился советский писатель Венедикт Ермилович Зырянов (1898—1963).